# علي مصطفى
علي مصطفى (مواليد 1 مايو 1995) لاعب كرة قدم إماراتي يجيد اللعب في الدفاع مع نادي الظفرة الإماراتي.

## مسيرة اللاعب
لعب مع نادي العين ونادي الإمارات ونادي العروبة ونادي الظفرة.